# Càrmides (filòsof)
|  | Per a altres significats, vegeu «Càrmides (desambiguació)». |

Càrmides (grec antic: Χαρμίδης, llatí: Charmides o Charmadas segons Ciceró) va ser un filòsof romà deixeble de Clitòmac Àsdrubal el cartaginès, i amic i company de Filó de Làrissa, junt amb el qual va fundar a Atenes la quarta Acadèmia.
Va florir a finals del segle ii aC i començaments del segle i aC. Ciceró, l'any 45 aC, diu que havia mort recentment i també diu que era un gran orador, de memòria sorprenent i que la seva filosofia era coincident amb la de Filó.